# Грб Нигера
Грб Нигера је званични хералдички симбол афричке државе Републике Нигер. Грб је усвојен 1959. године.

## Опис
Састоји се од штита на којем се налазе сунце, копље, два мача, три стабљике проса и глава зебуа. Око штита се налазе четири заставе боја Нигера. Испод штита се налази трака где пише Republique du Niger.